# 小行星9364
小行星9364（9364 Clusius）是一颗绕太阳运转的小行星，为主小行星带小行星。该小行星于1992年4月23日发现。

## 轨道参数
小行星9364的轨道半长轴为2.7840528 UA，离心率为0.079。